# Падение Ту-22М3 в Ставропольском крае
Падение Ту-22М3 в Ставропольском крае — авиационное происшествие в российском Ставропольском крае, произошедшее в ходе вторжения России на Украину 19 апреля 2024 года.
Минобороны РФ заявило, что бомбардировщик Ту-22М3 потерпел крушение после выполнения боевого задания из-за технической неисправности. ВСУ заявили, что Ту-22М3 был сбит силами ПВО Украины при содействии ГУР, которое позже было подвергнуто сомнению со стороны военных экспертов Би-би-си ввиду противоречивых аргументов.
Самолет находился в 300 км от украинской территории и наносил удары по Украине. 

## Фон

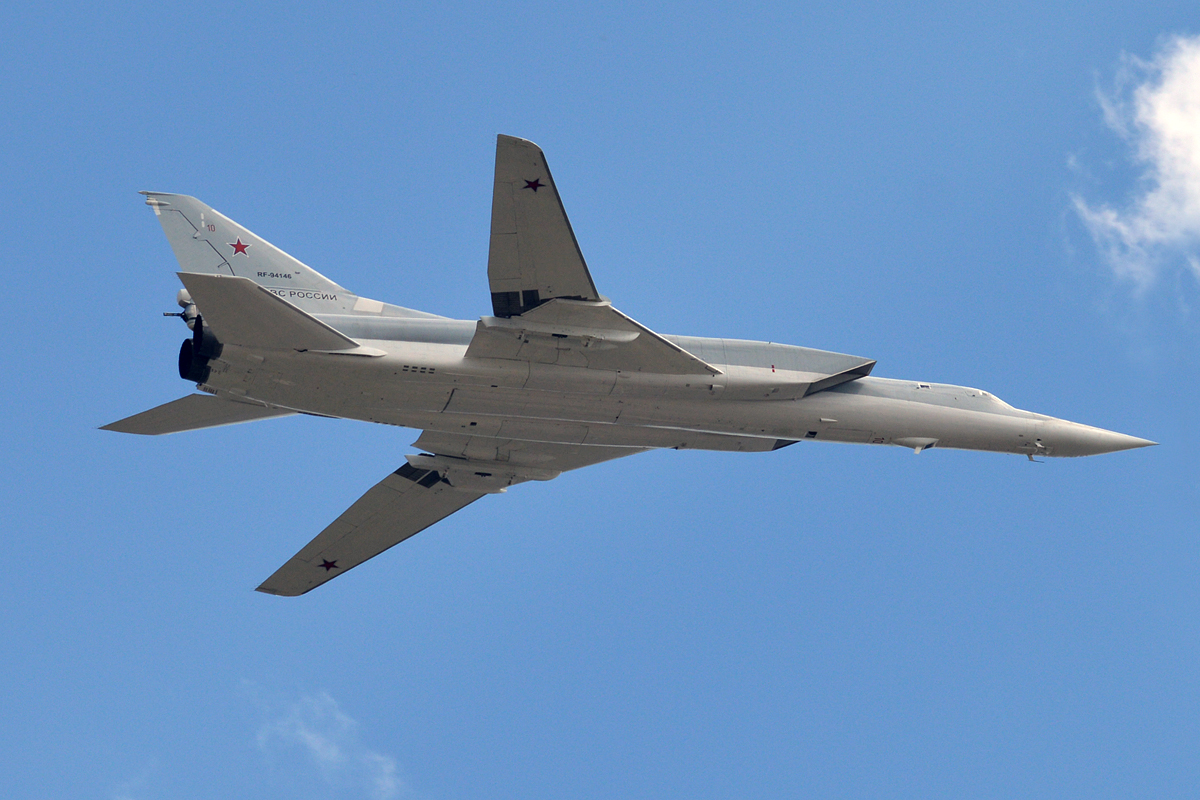
Ту-22М3 ВКС РФ, 2016 год.

Россия активно использовала Ту-22М3 для нанесения ударов по Украине с помощью ракет Х-22. Для нанесения ударов самолёты Ту-22М3 подлетали на 160—200 км от линии фронта, нанося удары с этого расстояния, которое считалось безопасным для российской авиации. Ракеты Х-22 наносили атаки от 300 до 400 км. ВСУ могли сбивать такие ракеты только с помощью систем Patriot или SAMP/T, поэтому российские войска стремились наносить удары по тем украинским городам, которые не были прикрыты этими комплексами ПВО. При этом во время нанесения воздушных ударов бомбардировщики Ту-22М3 оставались вне досягаемости для украинских сил. Россия использовала Ту-22М, в частности, для ударов по торговому центру в Кременчуге и бомбардировок «Азовстали».
При этом Россия теряла Ту-22М3 в ходе войны в Грузии в 2008 году. Тогда этот самолет был сбит с комплекса ПВО средней дальности «Бук», однако в той войне ввиду полного господства России в воздухе кардинально отличался характер боевых действий относительно войны на Украине.
Согласно оценкам, к 2021 году у России было в строю 66 бомбардировщиков Ту-22М3. Согласно данным разведки Украины, к августу 2023 года российские силы имели в строю 29 исправных Ту-22М и два самолёта были ремонте. По данным справочника The Military Balance, на начало 2024 года Россия имела на вооружении 57 бомбардировщиков Ту-22М3.

## Обстоятельства

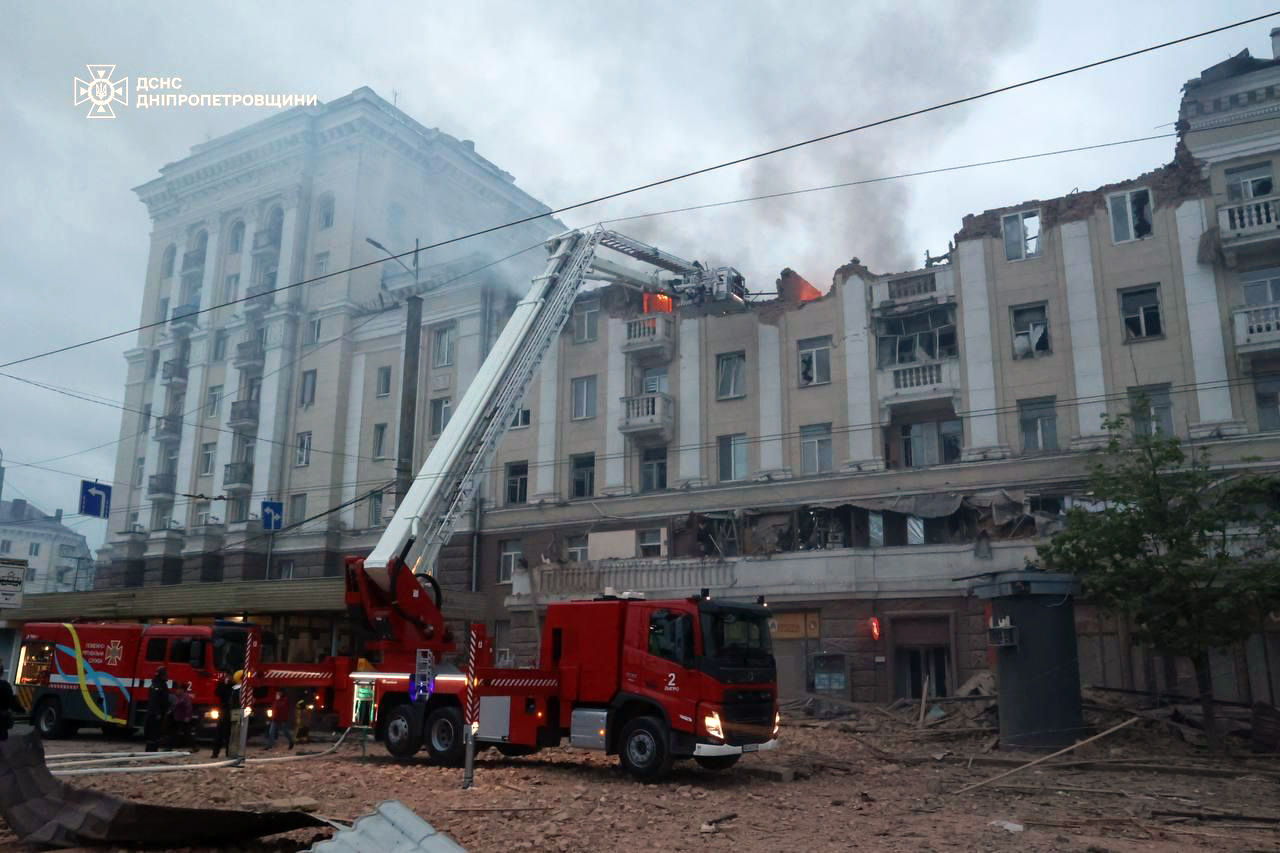
Дом в Днепре после российской атаки 19 апреля 2024 года.

19 апреля 2024 года российский бомбардировщик Ту-22М3 потерпел крушение в Красногвардейском районе  Ставропольского края. Самолет рухнул в безлюдной местности, ущерба  на земле в результате падения не было. Летчикам  удалось катапультироваться. Минобороны РФ заявило: «Три члена экипажа эвакуированы группой поиска и спасания. В настоящее время идет поиск одного летчика». При этом губернатор Ставропольского края Владимир Владимиров заявил, что один из трех найденных летчиков погиб. 21 апреля российский телеграм-канал Fighterbomber сообщил, что было найдено тело погибшего четвертого пилота. Таким образом, из четырех  членов экипажа  самолета двое выжили, а двое - погибли. Минобороны РФ заявило, что самолет разбился из-за технической неисправности во время возвращения на аэродром базирования после выполнения боевого задания. 
19 апреля российская авиация нанесла удар по центру Днепра, одна из ракет X-22 попала в жилой пятиэтажный дом. В результате атаке погибло двое человек, семь человек пострадали. Обстрелам подверглись и другие населенные пункты Днепропетровской области: в Синельникове погибло шесть человек, в Кривом Роге пострадали трое человек. Всего в области в результате российских атак в этот день пострадали 25 человек, из них погибли 8. Компания Укрзализниця заявила, что были атакованы объекты ее инфраструктуры. 
От линии фронта на Украине до хутора Богомолов, в районе которого упал самолет, было около 400 км.

### Версия о сбитии самолета

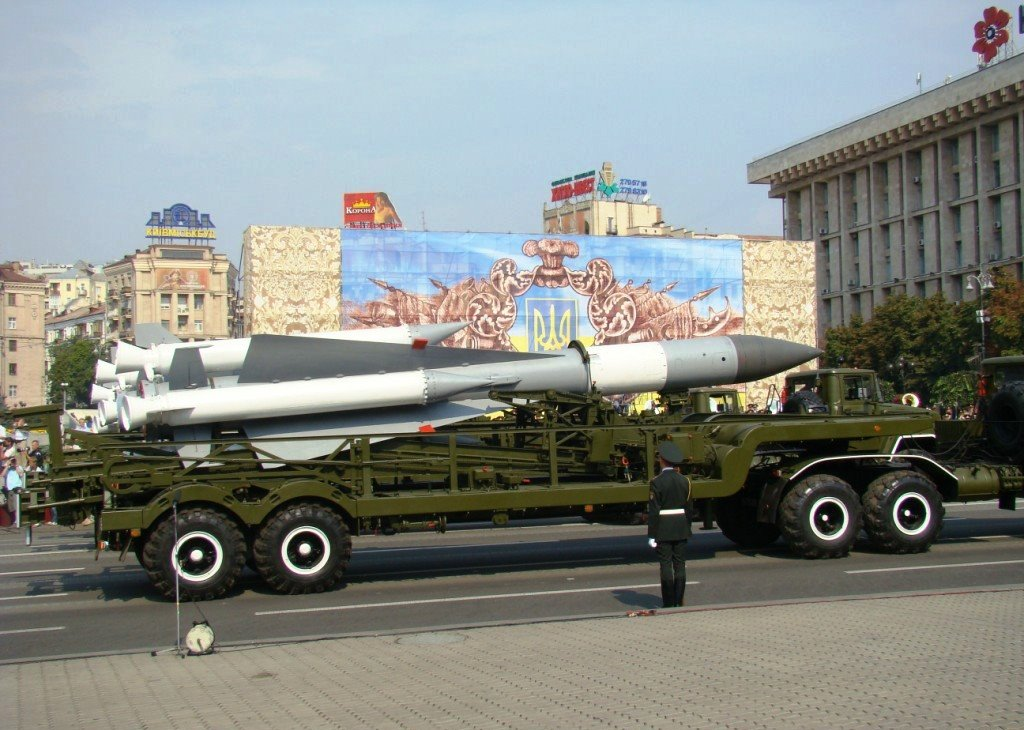
Украинские С-200 в Киеве, 2008 год.

ВСУ заявили, что им впервые удалось сбить российский бомбардировщик Ту-22М3 во время российского массированного удара по Украине. Глава ГУР Кирилл Буданов заявил, что украинские  силы «неделю сидели в засаде», ожидая пока самолет зайдет «на нужный рубеж». По его словам самолет был подбит на расстоянии 308 км от линии фронта, после чего самолет смог долететь до Ставропольского края, где и рухнул. Буданов заявил, что для уничтожения самолета «те же приемы и те же средства, которые мы использовали, когда уничтожили в воздухе самолет А-50». 
Reuters со ссылкой на источники в украинской разведке  сообщило, что самолет был сбит ракетой комплекса С-200. Системы С-200 имели максимальную дальность до 300 км. Однако это был устаревший советский комплекс ПВО, с громоздкими ракетами длинной 11 м и массой 7  тонн. В 2013 году комплекс С-200 был снят с вооружения Украины, однако с июля 2023 года россияне начали заявлять об использовании ВСУ систем С-200 для атак по наземным целям. При этом украинские  эксперты предполагали, что ВСУ могли глубоко модифицировать системы С-200, в частности изменив устаревшую систему наведения. Украина официально не заявляла о возобновлении использования С-200. Также отмечалось, что 19 апреля ВСУ впервые за всю войну заявили о том, что им удалось сбить две ракеты Х-22. 
Генеральный секретарь НАТО Йенс Столтенберг, комментируя сообщения о сбитии Украиной российского бомбардировщика над территорией России, заявил: «Это часть права на самозащиту». Столтенберг  отметил: «Мы должны помнить, что это военная агрессия: Россия напала на Украину».
Однако, военный обозреватель Би-би-си Илья Абишев усомнился в украинской версии. Он отмечал, что хотя теоретически С-200 на предельной дальности могла бы сбить самолет, однако имеется множество аргументов против этой версии. Он отмечал, что  С-200 отличается длительностью развертывания системы — порядка 19 часов, поэтому в зоне ожесточённых боёв сделать это крайне сложно незаметно для противника. При этом С-200 имеет мощную осколочно-фугасную боевую часть, поэтому в случае поражении этой системой самолета, по мнению Абишева, тот бы вряд ли смог преодолеть еще 100 км. Он отмечал, что на видео падения Ту-22М3 у того горел правый двигатель, что нередко для происходит при технических неисправностях. Среди других версий случившегося он отмечал возможность «дружественного огня» российскими силами или использование Украиной новых систем ПВО, поставки которых не афишировались. 